# タイの王室仏教寺院一覧
タイの王室仏教寺院一覧
王室寺院とは王室のメンバーが建てた寺院、王室のメンバーに寄進するために建てられた寺院、および一般人の建てた寺院で、王室の認定を受けた寺院のことである。

## 格付け
王室寺院の格付けはラーマ6世の治世下、1911年10月3日の政府官報において初めて発表された。
王室寺院にリストアップされた寺院は上位から順に以下のごとく格付けされている。
- 第1級ラーチャウォーラマハーウィハーン
- 第1級ラーチャウォーラウィハーン
- 第1級ウォーラマハーウィハーン

- 第2級ラーチャウォーラマハーウィハーン
- 第2級ラーチャウォーラウィハーン
- 第2級ウォーラマハーウィハーン
- 第2級ウォーラウィハーン

- 第3級ラーチャウォーラウィハーン
- 第3級ウォーラウィハーン
- 第3級（称号なし）

なお、有名なワット・プラケーオは王室専用の寺院であり、これらの格付けには含まれていない。

## バンコク

### 第1級
- ワット・アルンラーチャワラーラーム（暁の寺）
- ワット・プラチェートゥポンウィモンマンカラーラーム（涅槃仏寺院）
- ワット・マハータートユワラートランサリット
- ワット・スタットテープワララーム
- ワット・ラーチャオーロサーラーム
- ワット・ベンチャマボーピットドゥシットワナーラーム（大理石寺院）
- ワット・ボーウォーンニウェートウィハーン（タイ語版）
- ワット・プラディットサティットマハーシーマーラーム（タイ語版）
- ワット・ラーチャボーピットマハーシーマーラーム
- ワット・プラシーマハータート（タイ語版）

### 第2級
- ワット・サケート（タイ語版）
- ワット・チャナソンクラーム（タイ語版）
- ワット・チャイプルックサーマーラー（タイ語版）
- ワット・スワンナーラーム（タイ語版）
- ワット・モーリーローカヤーラーム（タイ語版）
- ワット・ラーチャシッタラーム（タイ語版）
- ワット・ホンラッタナーラーム（タイ語版）
- ワット・ラーチャブーラナ（タイ語版）（ワット・リアップ、日本人納骨堂がある）
- ワット・パトゥムコンカー（タイ語版）
- ワット・カンラヤーナミット（タイ語版）
- ワット・ラカンコーシターラーム（タイ語版）
- ワット・チャクラワッディラーチャーワート（タイ語版）
- ワット・ピチャイヤートカーラム （タイ語版）
- ワット・アノーンカーラーム（タイ語版）
- ワット・プラユラウォンサーワート（タイ語版）
- ワット・ボーピットピムック（タイ語版）
- ワット・トライミットウィッタヤーラーム（タイ語版）
- ワット・ラーチャーティワートウィハーン（タイ語版）
- ワット・ボロムニワット（タイ語版）
- ワット・テープシリンタラーワート（タイ語版）
- ワット・ソーマナットウィハーン（タイ語版）
- ワット・マクットカサットリヤーラーム（タイ語版）

### 第3級
- ワット・インタラウィハーン
- ワット・サンウェートウィッサヤーラーム
- ワット・プリナーヨック
- ワット・サームプラヤー
- ワット・ノーラナートスントリカーラーム
- ワット・テープティダーラーム
- ワット・ラーチャナッダーラーム
- ワット・マハンナパーラーム
- ワット・ブンナシリマータヤーラーム
- ワット・トリートッサテープ
- ワット・テーワラーチャクンチョーン
- ワット・ラーチャパーティカーラーム
- ワット・フワラムポーン
- ワット・マハーパルッターラーム
- ワット・パトゥムワナーラーム
- ワット・パーンナーナイ
- ワット・ワチラタンマサーティット
- ワット・サムパンタウォン
- ワット・チャイチャナソンクラーム
- ワット・ラーチャクル
- ワット・インターラーム
- ワット・チャンターラーム
- ワット・ヒランルーチー
- ワット・ウェールラーチン
- ワット・ブッパーラーム
- ワット・ポーティニミトラサティットマハーシーマーラーム
- ワット・サンクラチャーイ
- ワット・ナーククラーン
- ワット・クルアワン
- ワット・プララームカオカーンチャナピセーク
- ワット・トーンタンマチャート
- ワット・サウェートチャット
- ワット・トーンノッパクン
- ワット・ラッチャダーティターン
- ワット・カーンチャナシンハート
- ワット・アマリンタラーラーム
- ワット・プラヤータム
- ワット・シースダーラーム
- ワット・チノーロッサーラーム
- ワット・ドゥシダーラーム
- ワット・ヌアンノラディット（英語版、タイ語版）
- ワット・パークナム
- ワット・ナーンチー（英語版、タイ語版）
- ワット・ドゥーハーサワン
- ワット・ニンマーノラディー
- ワット・アッパソーンサワン
- ワット・ブンヤプラディット
- ワット・パキニーナート
- ワット・ボーウォーンモンコン
- ワット・ダーオドゥンサーラーム
- ワット・カルハボーディー
- ワット・アーウットウィックシターラーム
- ワット・ナン
- ワット・ナーンノーン
- ワット・ラックシー
- ワット・ドーンムアン
- ワット・ソーイトーン
- ワット・ヤーンナワー

## 中部

### アーントーン県
- ワット・チャイヨー（第2級）
- ワット・パーモーク（第2級）
- ワット・アーントーン（第3級）

### アユタヤ県
- ワット・セーナーサナーラーム（第1級）
- ワット・スワンナダーラーラーム（第1級）
- ワット・ニウェートタンマプラワット（第1級）

- ワット・パナンチューン（第2級）
- ワット・サーラープーン（第2級）
- ワット・ボーロマウォンイッサラワラーラーム（第2級）
- ワット・チュムポンニカーヤーラーム（第2級）

- ワット・トゥーン（第3級）
- ワット・ナープラメーンラーチカーラーム（第3級）
- ワット・カサットラーティラート（第3級）
- ワット・プロムニワート（第3級）
- ワット・ウィウェークワユパット（第3級）
- ワット・ウォーラナーイクランサンチェーティヤバンポッターラーム（第3級）

### カーンチャナブリー
- ワット・チャイチュムポンチャナソンクラーム（第3級）
- ワット・テーワサンカラーム（第3級）
- ワット・プラテーンドンラン（第3級）

### サケーオ県
- ワット・サケーオ（第3級）

### サムットサーコーン県
- ワット・ポームウィチエンチョーティカーラーム（第3級）
- ワット・スッティワートワラーラーム（第3級）
- ワット・チェーターラーム（第3級）

### サムットソンクラーム県
- ワット・アムパワンチェーティヤーラーム（第2級）
- ワット・ペットサムット（第3級）
- ワット・チャルーンスッカーラーム（第3級）
- ワット・ケートカーラーム（第3級）

### サムットプラーカーン県
- ワット・クラーン（第2級）
- ワット・ソンタム（第2級）
- ワット・パイチャヨンポンセープ（第2級）
- ワット・プロートケートチェーターラーム（第3級）

### サラブリー県
- ワット・プラプッタバート・ラーチャウォラマハーウィハーン（第1級）
- ワット・カオケーオ（第3級）
- ワット・サムハプラディット（第3級）

### シンブリー県
- ワット・プラノーンチャクラシー（第3級）
- ワット・ピクントーン（第3級）
- ワット・ボート（第3級）

### スパンブリー県
- ワット・パーレーライ（第3級）

### チャイナート県
- ワット・プラボーロマタート (チャイナート)（第2級）
- ワット・タンマムーン（第3級）

### チャチューンサオ県
- ワット・ソートーンワラーラーム（第3級）

### チャンタブリー県
- ワット・パイローム（第3級）
- ワット・ブーラパーピッタヤーラーム（第3級）

### チョンブリー県
- ワット・ヤーンサンワラーラーム（第1級）
- ワット・ヤイインターラーム（第3級）
- ワット・カオバーンサーイ（第3級）
- ワット・バーンプラ（第3級）
- ワット・チュラーティットタンマサパーラーム（第3級）

### トラート県
- ワット・ヨーターニミット（第3級）

### ナコーンナーヨック県
- ワット・ウドムターニー（第3級）

### ナコーンパトム県
- ワット・プラパトムチェーディー（第1級）
- ワット・プラプラトーンチェーディー（第3級）
- ワット・プラガーム（第3級）
- ワット・サネーハー（第3級）
- ワット・ライキン（第3級）

### ノンタブリー県
- ワット・ケーマーピラターラーム（第2級）
- ワット・チャルームプラキアット（第2級）
- ワット・パラマヤイカーワート（第2級）

### パトゥムターニー県
- ワット・チナワラーラーム（第3級）
- ワット・キエンケート（第3級）
- ワット・チャンカポー（第3級）

### プラーチーンブリー県
- ワット・バーンクラバオ

### プラチュワプキーリーカン県
- ワット・タンミカーラーム （第2級）
- ワット・コラック（第3級）
- ワット・クローンワーン（第3級）
- ワット・カオボート（第3級）

### ペッチャブリー県
- ワット・コンカーラーム（第2級）
- ワット・マハーソムナーラーム（第2級）
- ワット・マハータート (ペッチャブリー)（第3級）
- ワット・ヤイスワンナーラーム（第3級）

### ラーチャブリー県
- ワット・サッタナートプリワット（第2級）
- ワット・マハータート (ラーチャブリー)（第3級）
- ワット・チョンロム（第3級）
- ワット・シースリヤウォンサーラーム（第3級）
- ワット・スラチャーヤーラーム（第3級）
- ワット・カオワン（第3級）
- ワット・ブワガーム（第3級）

### ラヨーン県
- ワット・パープラドゥー（第3級）

### ロッブリー県
- ワット・サオトントーン（第3級）
- ワット・カウィッサラーラーム（第3級）
- ワット・マニーチョンカン（第3級）
- ワット・シリチャンタラニミット（第3級）

## 北部

### ウタイターニー県
- ワット・マニーサティットカピッターラーム（第3級）

### ウッタラディット県
- ワット・クローンポート（第3級）

### カムペーンペット県
- ワット・プラボーロマタート (カムペーンペット)（第3級）
- ワット・ナークワッチャラソーポン（第3級）

### スコータイ県
- ワット・プラシーラッタナーマハータート（第1級）
- ワット・ノーンウォーン（第3級）
- ワット・サワーンアーロム（第3級）

### ターク県
- ワット・マニーバンポット（第3級）

### チエンマイ県
- ワット・プラシン（第1級）
- ワット・プラタートドーイステープ（第2級）
- ワット・チェーディールワン（第3級）
- ワット・スワンドーク（第3級）
- ワット・プラタートシーチョームトーン（第3級）
- ワット・パーダーラーピロム（第3級）
- ワット・タートーン（第3級）

### チエンラーイ県
- ワット・プラケーオ (チエンラーイ)（第3級）
- ワット・プラシン （チエンラーイ）（第3級）
- ワット・チェットヨート （チエンラーイ）（第3級）

### ナーン県
- ワット・プラタートチェーヘーン（第3級）
- ワット・プラタートチャーンカム（第3級）
- ワット・パヤープー（第3級）
- ワット・ブンユーン（第3級）

### ナコーンサワン県
- ワット・ポーターラーム （ナコーンサワン）（第3級）
- ワット・ウォーラナートバンポット（第3級）
- ワット・ナコーンサワン（第3級）

### パヤオ県
- ワット・シーコームカム（第3級）

### ピサヌローク県
- ワット・プラシーラッタナーマハータート（第1級）

### ピチット県
- ワット・タールワン（第3級）
- ワット・モンコンタップクロー（第3級）

### プレー県
- ワット・プラタートチョーヘー（第3級）
- ワット・プラバートミンムアン（第3級）

### ペッチャブーン県
- ワット・マハータート （ペッチャブーン）（第3級）
- ワット・プライソンサックダーラーム（第3級）

### メーホンソーン県
- ワット・チョーンカム（第3級）

### ラムパーン県
- ワット・プラケーオドーンタオスチャーダーラーム（第3級）
- ワット・ブンワートウィハーン（第3級）
- ワット・プラチェーディーサーオラン（第3級）

### ランプーン県
- ワット・プラタートハリプンチャイ（第1級）
- ワット・プラプッタバートタークファー（第3級）

## 東北部

### アムナートチャルーン県
- ワット・サムラーンニウェート（第3級）

### ウドーンターニー県
- ワット・マッチャニマーワート（第3級）

### ウボンラーチャターニー県
- ワット・マハーワナーラーム
- ワット・スパッタナーラーム
- ワット・シーウボンラッタナーラーム

### カーラシン県
- ワット・クラーン （カーラシン）（第3級）

### コーンケン県
- ワット・タート（第3級）
- ワット・ノーンウェーン（第3級）
- ワット・シーチャン（第3級）

### サコンナコーン県
- ワット・プラタートチューンチュム（第2級）
- ワット・チェーンセーンアルン（第3級）

### シーサケート県
- ワット・チエンイーサリーモンコンワラーラーム（第3級）
- ワット・ルワンスナンカラーラーム（第3級）

### スリン県
- ワット・ブーラパーラーム（第3級）
- ワット・サーラーローイ（第3級）

### チャイヤプーム県
- ワット・ソンシラー（第3級）

### ナコーンパノム県
- ワット・プラタートパノム（第1級）

### ナコーンラーチャシーマー県
- ワット・ナラーイマハーラート（第3級）
- ワット・ブン（第3級）
- ワット・サケー（第3級）
- ワット・スッタチンダー（第3級）
- ワット・ワチラーロンコーンワラーラーム（第3級）

### ノーンカーイ県
- ワット・ポートチャイ（第3級）

### ノーンブワラムプー県
- ワット・ピサーンランヤーワート（第3級）

### ブリーラム県
- ワット・クラーン （ブリーラム）（第3級）

### マハーサーラカーム県
- ワット・マハーチャイ（第3級）

### ムックダーハーン県
- ワット・シーモンコンターイ（第3級）

### ヤソートーン県
- ワット・マハータート （ヤソートーン）（第3級）
- ワット・シータンマーラーム（第3級）

### ルーイ県
- ワット・シースッターワート（第3級）

### ローイエット県
- ワット・クラーンミンムアン（第3級）
- ワット・ブンプララーンチャイ（第3級）
- ワット・ブーラパーピラーム（第3級）

## 南部

### クラビー県
- ワット・ケーオコーラワーラーム（第3級）

### サトゥーン県
- ワット・チャナーティップチャルーム（第3級）

### スラーターニー県
- ワット・プラボーロマタートチャイヤー（第1級）
- ワット・トライタンマーラーム（第3級）
- ワット・タンマブーチャー（第3級）

### ソンクラー県
- ワット・ポートパトマーワート（第3級）
- ワット・チャイモンコン（第3級）
- ワット・マッチャニマーワート（第3級）
- ワット・ナイワン（第3級）
- ワット・コークサマーンクン（第3級）

### チュムポーン県
- ワット・チュムポーンランサン（第3級）
- ワット・カングン（第3級）

### トラン県
- ワット・タンタヤーピロム（第3級）

### ナコーンシータンマラート県
- ワット・プラマハータート（第1級）
- ワット・チェーン（第3級）
- ワット・ターポート（第3級）
- ワット・マナーオワーン（第3級）

### ナラーティワート県
- ワット・チョンターラーシンヘー（第3級）

### パッターニー県
- ワット・ターニーノーラサモーソーン（第3級）
- ワット・ムッチャリンタワーピーウィハーン（第3級）

### パッタルン県
- ワット・クーハーサワン（第3級）

### パンガー県
- ワット・プラチュムヨーティー（第3級）

### プーケット県
- ワット・モンコンニミット（第3級）

### ヤラー県
- ワット・プッタプーム（第3級）
- ワット・プッターティワート（第3級）

### ラノーン県
- ワット・スワンナキーリーウィハーン（第3級）